# Daddy Cool (Film)
Daddy Cool (auch mit dem Zusatz Mein Vater der Held) ist eine US-amerikanische Filmkomödie von Steve Miner aus dem Jahr 1994. Es ist eine englischsprachige Neuverfilmung des französischen Films Mein Vater, der Held (Originaltitel: Mon père, ce héros), der drei Jahre früher gedreht wurde. Die Hauptrollen des naiven Vaters und der pubertierenden Tochter spielen Gérard Depardieu und Katherine Heigl.

## Handlung
Der Franzose André fährt mit seiner 14-jährigen Tochter Nicole in die Ferien auf die Bahamas. Er hat sich vor ein paar Jahren von Nicoles Mutter Megan getrennt, die in New York City lebt, während er seinen Wohnsitz in Paris hat. Daher bekommt er seine Tochter nur selten zu Gesicht und ist nun verwundert über die Veränderung, die Nicole seit ihrer letzten Begegnung durchgemacht hat. Diese klärt ihn über ihre strenge Privatsphäre und ähnliche pubertäre Klischees auf. Beide geraten infolgedessen häufig aneinander, was die eine oder andere amüsante Situation zur Folge hat.
Bereits an ihrem ersten Tag im Ferienort lernt Nicole den attraktiven Ben kennen, der mit seinen Eltern ein luxuriöses Haus am Strand bewohnt und in dem Hotel arbeitet, in dem Nicole und ihr Vater gastieren. Als er sie nach ihrem Alter fragt, schwindelt sie ihm vor, bereits 18 (später 16) Jahre alt zu sein. Da sie nicht zugeben will, mit ihrem Vater im Urlaub zu sein, spinnt sie sich eine Lügengeschichte zurecht und erzählt, dass André ihr älterer Liebhaber sei und sie einst von der Straße geholt habe. Ohne das Wissen von André verbreitet sich diese Nachricht flugs im Hotel; die anderen Gäste meiden André daraufhin und bezeichnen ihn hinter seinem Rücken als „Kinderschänder“. An die Seite des etwas naiven André gesellt sich schon bald die attraktive Diana, die als Einzige das wahre Verhältnis zwischen ihm und Nicole kennt und ihm bezüglich der Problematik mit seiner Tochter diverse Tipps gibt. Auch macht André seine Beziehung zur Französin Isabelle Sorgen, die sich von ihm abzuwenden scheint.
Ben und Nicole verstehen sich immer besser, doch langsam geraten Nicoles Geschichten außer Kontrolle. Sie erzählt derart Kurioses über ihren angeblichen Vertrauten, der bereits im Hundertjährigen Krieg gekämpft und sich dabei eine furchtbare Kriegsverletzung zugezogen habe, dass dieser schon bald von ihr eingeweiht werden muss. Nach anfänglichen Zorn beschließt André, seiner Tochter zu helfen, indem er noch eine Weile das Spiel mitspielt, damit seine Tochter genügend Zeit bekommt, Ben reinen Wein einzuschenken. Doch es kommt nicht dazu. Das falsche Bild, das Ben von André hat, veranlasst ihn dazu, André immer übler mitzuspielen und ihn schließlich dazu aufzufordern, seine „Geliebte“ in Ruhe zu lassen und sie lieber seiner eigenen Obhut zu überlassen, da er sie liebe. André ist gerührt von dem guten Willen des 17-jährigen und befindet ihn für einen guten Freund für seine Tochter.
Durch einen Versprecher Nicoles erfährt Ben jedoch bald die Wahrheit. Er fühlt sich tief verletzt und möchte den Kontakt zu Nicole abbrechen, kurz bevor diese wieder nach Hause fahren muss. Schließlich gelingt es André, ein besseres Verhältnis zu seiner Tochter zu finden. Gemeinsam finden sie einen Weg, sich bei Ben zu entschuldigen, so dass dieser und Nicole endlich zueinander finden. Auch André weiß plötzlich, wie er Isabelle behandeln muss, und beschließt, sie zu heiraten.

## Hintergrund
Bereits im Originalfilm Mein Vater, der Held (1991) spielte Gérard Depardieu die Hauptrolle. Gemäß der Übersetzung des französischen Titels wurde die Neuverfilmung My Father the Hero genannt, im deutschen eigentlich mit Mein Vater der Held zu übersetzen. Da dies allerdings bereits der deutsche Verleihtitel des Films von 1991 war, wurde dem jüngeren Film im deutschen Titel ein bezeichnendes „Daddy Cool“ hinzugefügt. Diese Idee fand bei den US-amerikanischen Herstellern Gefallen, sodass im Vorspann des Films nur Daddy Cool zu lesen ist. Trotzdem heißt der Film eigentlich My Father the Hero und auf Deutsch Daddy Cool – Mein Vater der Held, sodass der im Film zu lesende Titel keinem Verleihtitel entspricht.

## Kritiken
„Inszenierung und Buch folgen der Vorlage teilweise bis in Dialogsätze und Kameraeinstellungen, die psychologischen Zwischentöne indes sind im Bemühen um Pointen und Gags weitgehend untergegangen“, urteilte das Lexikon des internationalen Films. Cinema meinte schlicht: „Amüsantes Remake“.
Die Deutsche Film- und Medienbewertung (FBW) in Wiesbaden verlieh dem Film das Prädikat „wertvoll“.

## Synchronisation
Die deutsche Synchronfassung entstand bei der Neue Tonfilm München nach dem Dialogbuch und unter der Synchronregie von Pierre Peters-Arnolds.
| Rolle  | Darsteller         | Synchronsprecher  |
| ------ | ------------------ | ----------------- |
| André  | Gérard Depardieu   | Manfred Lehmann   |
| Nicole | Katherine Heigl    | Angela Wiederhut  |
| Ben    | Dalton James       | Axel Malzacher    |
| Diana  | Faith Prince       | Kathrin Ackermann |
| Mike   | Stephen Tobolowsky | Randolf Kronberg  |